# Овен (Висконсин)
Овен (енгл. Owen) град је у америчкој савезној држави Висконсин.

## Демографија
По попису из 2010. године број становника је 940, што је 4 (0,4%) становника више него 2000. године.
| Група             | 2000.       | 2010.       |
| Белци             | 920 (98,3%) | 893 (95,0%) |
| Афроамериканци    | 6 (0,6%)    | 5 (0,5%)    |
| Азијати           | 1 (0,1%)    | 1 (0,1%)    |
| Хиспаноамериканци | 4 (0,4%)    | 36 (3,8%)   |
| Укупно            | 936         | 940         |